# Paper Monsters
Paper Monsters és l'àlbum de debut de Dave Gahan, cantant de Depeche Mode. Comptà amb la producció de Ken Thomas i fou publicat el 2 de juny de 2003 a Europa i un dia després a Amèrica del Nord. L'àlbum es publicà en dos formats, una versió d'un disc i una versió de doble disc que inclou també un DVD extra amb un curtmetratge, vídeos musicals i actuacions en directe filmades a Nova York.

## Recepció
Aquest treball fou molt ben rebut pels seguidors de Depeche Mode però a nivell comercial no tingué gaire ressò si es compara amb el de la banda. Al Regne Unit tingué un èxit modest, però en canvi, a certs països d'Europa com Alemanya, Suècia o Suïssa va arribar a llocs importants de les respectives llistes, per contra, als Estats Units va patir una ensopegada en el seu impacte a llistes comercials.
El primer senzill, «Dirty Sticky Floors», és el tema més reeixit de la trajectòria de Dave Gahan en solitari.

## Llista de cançons
Totes les cançons foren escrites i compostes per Dave Gahan i Knox Chandler. 
| Núm.          | Títol                  | Durada |
| ------------- | ---------------------- | ------ |
| 1.            | «Dirty Sticky Floors»  | 3:35   |
| 2.            | «Hold On»              | 4:17   |
| 3.            | «A Little Piece»       | 5:12   |
| 4.            | «Bottle Living»        | 3:33   |
| 5.            | «Black and Blue Again» | 5:43   |
| 6.            | «Stay»                 | 4:20   |
| 7.            | «I Need You»           | 4:45   |
| 8.            | «Bitter Apple»         | 6:01   |
| 9.            | «Hidden Houses»        | 5:02   |
| 10.           | «Goodbye»              | 5:55   |
| Durada total: | Durada total:          | 47:44  |

### Cançons extres i material fotogràfic
1. Curtmetratge
2. «Dirty Sticky Floors» (videoclip)
3. Material fotogràfic de la filmació de «Dirty Sticky Floors»
4. «Hold On» (actuació acústica en directe a Nova York)
5. «A Little Piece» (actuació acústica en directe a Nova York)
6. Material fotogràfic de l'actuació a Nova York
7. Galeria fotogràfica

## Posicions en llistes
| Llista (2003) | Posició |
| ------------- | ------- |
| Alemanya      | 5       |
| Estats Units  | 127     |
| França        | 21      |
| Itàlia        | 10      |
| Regne Unit    | 36      |

## Crèdits
- Dave Gahan − cantant, veus addicionals, teclats, glockenspiel, piano elèctric, harmònica
- Dee Lewis − veus addicionals
- Knox Chandler − guitarra, dulcimer, violoncel, baix, teclats, vibraphone, arranjaments de corda, programació
- Jane Scarpantoni − violoncel
- Doug Petty − piano
- David Gold − viola
- Maxim Moston, Antoine Silverman, Joan Wasser − violí
- Paul Garisto, Victor Indrizzo − bateria
- Jolyon Thomas − pandereta, tambors Tom-tom
- John Collyer − programació
- Jonathan Adler − enginyeria
- Jack Clark − mescles, enginyeria mescles
- Ken Thomas − mescles
- Mike Marsh − masterització
- Anton Corbijn − fotografia, direcció artística
- FourFiveOneCreative − disseny artístic